# العلاقات اليونانية المالطية
العلاقات اليونانية المالطية هي العلاقات الثنائية التي تجمع بين اليونان ومالطا.

## مقارنة بين البلدين
هذه مقارنة عامة ومرجعية للدولتين:
| وجه المقارنة                                              | اليونان                                                                             | مالطا                                                     |
| --------------------------------------------------------- | ----------------------------------------------------------------------------------- | --------------------------------------------------------- |
| المساحة (كم2)                                             | 131.96 ألف                                                                          | 316                                                       |
| عدد السكان (نسمة)                                         | 10.76 مليون                                                                         | 465.29 ألف                                                |
| الكثافة السكانية (ن./كم²)                                 | 81.54                                                                               | 147.24 ألف                                                |
| العاصمة                                                   | أثينا، نافبليو                                                                      | فاليتا                                                    |
| اللغة الرسمية                                             | لغة يونانية، اليونانية الديموطيقية ‏                                                 | اللغة المالطية، لغة إنجليزية                              |
| العملة                                                    | يورو، دراخما، فينيكس يوناني ‏                                                        | يورو، ليرة مالطية                                         |
| الناتج المحلي الإجمالي (بليون دولار)                      | 200.29 مليار                                                                        | 12.54 مليار                                               |
| الناتج المحلي الإجمالي (تعادل القوة الشرائية) بليون دولار | 285.45 مليار                                                                        | 14.68 مليار                                               |
| الناتج المحلي الإجمالي الاسمي للفرد دولار أمريكي          | 18.00 ألف                                                                           | 22.60 ألف                                                 |
| الناتج المحلي الإجمالي للفرد دولار أمريكي                 | 26.85 ألف                                                                           |                                                           |
| مؤشر التنمية البشرية                                      | 0.865                                                                               | 0.839                                                     |
| رمز المكالمات الدولي                                      | +30                                                                                 | +356                                                      |
| رمز الإنترنت                                              | .gr                                                                                 | .mt                                                       |
| المنطقة الزمنية                                           | توقيت شرق أوروبا، ت ع م+02:00، ت ع م+03:00، توقيت شرق أوروبا الصيفي ‏، أوروبا/أثينا ‏ | توقيت وسط أوروبا، ت ع م+01:00، ت ع م+02:00، أوروبا/مالطا ‏ |

## مدن متوأمة
في ما يلي قائمة باتفاقيات التوأمة بين مدن يونانية ومالطية:
- ترتبط بروزة مع مارساسكالا باتفاقية توأمة.
- ترتبط غليفاذا مع غزيرا باتفاقية توأمة.
- ترتبط رودس مع فاليتا باتفاقية توأمة.

## منظمات دولية مشتركة
يشترك البلدان في عضوية مجموعة من المنظمات الدولية، منها:
| علم المنظمة | اسم المنظمة                               | تاريخ انضمام اليونان | تاريخ انضمام مالطا |
| ----------- | ----------------------------------------- | -------------------- | ------------------ |
|             | الاتحاد الأوروبي                          | 1981                 | 1 مايو 2004        |
|             | وكالة ضمان الاستثمار متعدد الأطراف        | 30 أغسطس 1993        | 12 سبتمبر 1990     |
|             | الأمم المتحدة                             | 25 أكتوبر 1945       | 1 ديسمبر 1964      |
|             | الفريق المعني برصد الأرض                  | ?                    | ?                  |
|             | منظمة حظر الأسلحة الكيميائية              | ?                    | ?                  |
|             | منظمة التجارة العالمية                    | 1995                 | ?                  |
|             | منظمة الشرطة الجنائية الدولية             | ?                    | ?                  |
|             | منظمة الأمن والتعاون في أوروبا            | 25 يونيو 1973        | 25 يونيو 1973      |
|             | يونسكو                                    | 4 نوفمبر 1946        | 10 فبراير 1965     |
|             | مجلس أوروبا                               | 9 أغسطس 1949         | ?                  |
|             | الاتحاد البريدي العالمي                   | ?                    | ?                  |
|             | البنك الدولي للإنشاء والتعمير             | 27 ديسمبر 1945       | 26 سبتمبر 1983     |
|             | المنظمة الهيدروغرافية الدولية             | ?                    | ?                  |
|             | الاتحاد الدولي للاتصالات                  | 1866                 | 1965               |
|             | مؤسسة التمويل الدولية                     | 26 سبتمبر 1957       | 1 يونيو 2005       |
|             | المنظمة الأوروبية لسلامة الملاحة الجوية   | 1988                 | 1989               |
|             | المركز الدولي لتسوية المنازعات الاستشارية | 21 مايو 1969         | 3 ديسمبر 2003      |
|             | مجموعة أستراليا                           | 1985                 | 2004               |
|             | مجموعة الموردين النوويين                  | ?                    | ?                  |

## وصلات خارجية
- موقع وزارة الخارجية اليونانية
- موقع وزارة الخارجية المالطية